# Gelbressée
Pour l’article homonyme, voir Gelbressée (ruisseau).
Gelbressée (prononcé [ʒɛlbʁɛse] ; en wallon Djerbussêye) est une section de la ville belge de Namur située en Wallonie dans la province de Namur. C'est une commune à part entière avant la fusion des communes de 1977.

## Géographie

### Situation
Le village est en Hesbaye, à l'extrémité nord du centre-ville.

### Hydrographie
C'est à Gelbressée que les eaux de plusieurs ruisseaux se rassemblent pour former la Gelbressée, petite rivière qui descend vers la Meuse, en passant par Marche-les-Dames dont elle alimente le vivier de l'abbaye. Autrefois le ruisseau était connu sous la dénomination La Marca (ce qui signifie « limite, frontière »), appellation qu'il perdit après l'avoir transmise à deux localités : Marchovelette, où il prend sa source, et Marche-les-Dames, qu'il traverse avant de se jeter dans la Meuse.

## Démographie
- Sources:INS, Rem:1831 jusqu'en 1970=recensements, 1976= nombre d'habitants au 31 décembre

## Patrimoine et culture

### Patrimoine architectural
- Eglise Notre-Dame. Edifice en moellons de grès et calcaire ceinturée par les murailles du cimetière[1].
- Ferme du Tilleul, située en contrebas de l'église. Ensemble clôturé des XVIIe et XVIIIe siècles[2].